# Aleksa Camur
Aleksa Camur (25 de septiembre de 1995, Sarajevo, Bosnia y Herzegovina) es un artista marcial mixto estadounidense que compite en la división de peso semipesado de Ultimate Fighting Championship.

## Antecedentes
Nacido en Bosnia en el seno de una familia serbia, su familia se trasladó a Estados Unidos cuando él tenía 2 años. Después de oír hablar del éxito de un gimnasio local que producía luchadores de talento como Stipe Miocic y Jessica Eye, a la edad de 16 años, Camur decidió ir a Strong Style MMA para tomar algunas clases sólo para ver de qué se trataba todo el alboroto y para aprender los entresijos del deporte. Posee tres títulos de Golden Gloves en Ohio.

## Carrera en las artes marciales mixtas

### Carrera temprana
Profesional desde septiembre de 2017 y representante de Strong Style Training Center, en su debut en MMA en Iron Tiger Fight Series 76, Camur se enfrentó a Randy Tran y lo noqueó en el primer asalto. También derrotó a David White en Iron Tiger Fight Series 78 por TKO en el segundo asalto. Después, en el combate principal de Honor Fighting Championship 3 Operation Shockwave, Camur derrotó a Allen Bose por TKO en el primer asalto. También derrotó a Marvin Skipper por TKO en el primer asalto en Honor FC 6 Fight Night Nautica.
En el evento principal del Dana White's Contender Series 22, Camur se enfrentó al veterano de CES MMA Fabio Cherant y lo derrotó por TKO en el segundo asalto mediante un rodillazo volador para asegurarse un contrato con la UFC.

### Ultimate Fighting Championship
Camur hizo su debut en la promoción contra Justin Ledet el 18 de enero de 2020 en UFC 246. Ganó el combate por decisión unánime.
En su segundo combate, Camur se enfrentó a William Knight en UFC 253 el 27 de septiembre de 2020. Por primera vez en su carrera profesional, perdió el combate por decisión unánime.
Camur se enfrentó a Nicolae Negumereanu en UFC on ESPN: The Korean Zombie vs. Ige el 19 de junio de 2021. Perdió el combate por decisión dividida.
Se esperaba que Camur se enfrentara a John Allan el 6 de noviembre de 2021 en UFC 268. Sin embargo, Camur se retiró del combate alegando una lesión no revelada y fue sustituido por Dustin Jacoby.

## Récord en artes marciales mixtas
| Resultado | Récord | Oponente            | Método                              | Evento                                 | Fecha                    | Ronda | Tiempo | Localización        | Notas                        |
| --------- | ------ | ------------------- | ----------------------------------- | -------------------------------------- | ------------------------ | ----- | ------ | ------------------- | ---------------------------- |
| Derrota   | 6-2    | Nicolae Negumereanu | Decisión (dividida)                 | UFC on ESPN: The Korean Zombie vs. Ige | 19 de junio de 2021      | 3     | 5:00   | Las Vegas, Nevada   |                              |
| Derrota   | 6-1    | William Knight      | Decisión (unánime)                  | UFC 253                                | 27 de septiembre de 2020 | 3     | 5:00   | Abu Dhabi           |                              |
| Victoria  | 6-0    | Justin Ledet        | Decisión (unánime)                  | UFC 246                                | 18 de enero de 2020      | 3     | 5:00   | Las Vegas, Nevada   |                              |
| Victoria  | 5-0    | Fabio Cherant       | TKO (rodillazo volador y puñetazos) | Dana White's Contender Series 22       | 30 de julio de 2019      | 2     | 0:48   | Las Vegas, Nevada   |                              |
| Victoria  | 4-0    | Marvin Skipper      | TKO (puñetazos)                     | Honor FC 6                             | 18 de agosto de 2018     | 1     | 2:34   | Cleveland, Ohio     |                              |
| Victoria  | 3-0    | Allen Bose          | TKO (puñetazos)                     | Honor FC 3                             | 31 de marzo de 2018      | 1     | 2:04   | Akron, Ohio         |                              |
| Victoria  | 2-0    | David White         | TKO (puñetazos)                     | IT Fight Series 78                     | 9 de diciembre de 2017   | 2     | 3:59   | North Olmsted, Ohio |                              |
| Victoria  | 1-0    | Randy Tran          | KO (puñetazo)                       | IT Fight Series 76                     | 16 de septiembre de 2017 | 1     | 0:20   | North Olmsted, Ohio | Debut en el peso semipesado. |